# Bring Her Back
Bring Her Back (bra: Faça Ela Voltar; prt: Volta Para Mim) é um filme australiano de terror sobrenatural e body horror de 2025, dirigido por Danny e Michael Philippou, com roteiro de Danny Philippou e Bill Hinzman. O filme é estrelado por Billy Barratt, Sora Wong, Jonah Wren Phillips, Sally-Anne Upton, Stephen Phillips, Mischa Heywood e Sally Hawkins. A trama segue dois meios-irmãos que se veem órfãos e envolvidos em um ritual oculto por sua nova mãe adotiva.
Bring Her Back foi lançado nos cinemas australianos pela Sony Pictures Releasing International em 29 de maio de 2025, e pela A24 nos Estados Unidos no dia seguinte, em Portugal o filme foi lançado no dia 31 de julho de 2025 e no Brasil a previsão de estreia é para o dia 21 de agosto de 2025. O filme recebeu críticas positivas e arrecadou 27 milhões de dólares.

## Enredo
Após encontrar o pai morto no chuveiro, Andy, de 17 anos, e sua meia-irmã Piper, que possui visão parcial, são enviados para morar com Laura, uma excêntrica ex-conselheira que também acolhe um menino mudo chamado Oliver. Cathy, filha de Laura, que também era cega, morreu por afogamento acidental na piscina do quintal. Andy fica incomodado com o comportamento de Laura, seu favoritismo por Piper e a estranha conduta de Oliver. Ele informa sua assistente social, Wendy, e também Laura, de sua intenção de solicitar a guarda de Piper quando completar 18 anos. Laura começa a minar sutilmente o estado mental de Andy, sugerindo que ele não é apto para cuidar de sua irmã.
No funeral do pai, Laura rouba uma mecha de cabelo do corpo e, mais tarde, diz a Andy que alguns acreditam que a alma permanece em um cadáver após a morte. Naquela noite, Andy revela que o pai era abusivo com ele, mas afetuoso com Piper, o que gerava ressentimento em Andy. Laura reflete sobre a morte de Cathy, dizendo que daria qualquer coisa para ouvir Cathy chamá-la de "mamãe" novamente.
No dia seguinte, Andy tenta se aproximar de Oliver oferecendo-lhe melão, mas Oliver começa a mastigar a faca que Andy usou para cortá-lo. Quando Andy tenta carregá-lo para fora da linha de propriedade cercada de Laura para buscar ajuda, Oliver começa a convulsionar e gritar, proferindo as palavras "ajude-me". Laura chega, leva Oliver para seu quarto e o acalma, esfregando sua cabeça em movimentos circulares. Ele relutantemente retorna ao seu estado mudo. Laura então o alimenta com a mecha de cabelo do pai de Andy. Naquela noite, Andy tenta tomar banho, mas é interrompido por Oliver, que ele alucina como a aparição de seu pai, o qual o alerta: "Ela vai morrer na chuva." Em seu choque, Andy escorrega e sofre uma concussão.
Enquanto Andy se recupera no hospital, Laura leva Piper para um galpão trancado, onde o cadáver de Cathy está armazenado em um freezer, e veste Piper com as roupas de Cathy. É revelado que Oliver está possuído por um demônio chamado Tari, que Laura invocou através de um ritual de ressurreição ocultista amador aprendido de uma fita VHS russa. O cadáver da pessoa a ser ressuscitada é dado a um hospedeiro possuído, que então regurgita o cadáver e sua alma remanescente para o corpo recém-morto de uma pessoa morta da mesma maneira que a pessoa a ser ressuscitada. Laura pretende afogar Piper na piscina durante uma tempestade para simular a morte de Cathy e usar Oliver como um vaso para completar o ritual, mas ainda está aguardando o momento perfeito, embora Tari esteja cada vez mais inquieto.
No retorno de Andy, Laura borrifa-se com seu perfume e soca Piper enquanto ela dorme, culpando Andy pelo ataque. Laura acusa Andy de ser abusivo como o pai deles, provocando uma altercação entre os dois. Andy sai, e Laura leva Piper para o treino de Golbol para que ela esteja fora de casa enquanto Laura se prepara para o ritual.
À medida que a fome de Tari aumenta, Oliver destrói a casa, morde Laura e consome objetos inanimados e partes de seu próprio corpo. Enquanto isso, Andy vai à agência de acolhimento e descobre que "Oliver" é na verdade uma criança desaparecida chamada Connor Bird. Ele convence Wendy a investigar, insistindo que Piper está em perigo. Andy telefona para Piper, deixando uma mensagem de voz na qual ele a alerta sobre Laura e revela a verdade sobre o abuso do pai deles. Laura intercepta a mensagem e limpa a casa, permitindo-lhe enganar Wendy durante a visita, até que Wendy percebe o braço sangrando de Laura. Ao ser questionada, Laura histericamente afirma que pode ressuscitar Cathy. Wendy e Andy então descobrem Oliver comendo o cadáver de Cathy. Eles tentam escapar, mas Laura os atropela com o carro. Wendy morre no impacto, e um Andy gravemente ferido é então afogado por Laura em uma poça de chuva.
Laura resgata Piper e a leva para casa. Tendo comido parte da carne de Andy, Oliver agora fala com a voz de Andy para atrair Piper. Desconfiada, Piper se tranca no banheiro e encontra o corpo de Andy. Laura invade e explica o ritual para Piper, que tenta fugir, mas acidentalmente desmaia. Laura carrega Piper para a piscina e começa a afogá-la enquanto Oliver observa. Enquanto Piper se debate, ela grita "mamãe", fazendo com que Laura a solte. Piper escapa para a estrada e é resgatada por um casal que passava. Oliver ultrapassa o limite do círculo e desmaia quando Tari deixa seu corpo, enquanto a polícia chega para identificá-lo. Laura, dominada pela culpa, carrega o cadáver parcialmente consumido de Cathy para a piscina e o abraça enquanto policiais a cercam.

## Elenco
- Billy Barratt como Andy, um garoto de 17 anos atormentado pela culpa e traumatizado.
- Sora Wong como Piper, a meia-irmã mais nova de Andy, que possui deficiência visual.
- Sally Hawkins como Laura, uma mãe enlutada.
- Jonah Wren Phillips como Oliver / Connor Bird, filho adotivo de Laura.
- Sally-Anne Upton como Wendy, assistente social de Andy e Piper.
- Stephen Phillips como Phil, o falecido pai de Andy e Piper.
- Mischa Heywood como Cathy, a falecida filha de Laura, de 12 anos.

## Produção
Em abril de 2024, foi anunciado que Danny e Michael Philippou (conhecidos como RackaRacka) estavam desenvolvendo um filme de terror original, uma continuação de Talk to Me, com as produtoras Samantha Jennings e Kristina Ceyton da Causeway Films. O filme já contava com Sally Hawkins no elenco principal, e a A24 estava responsável pelas vendas de distribuição mundial. Os irmãos Philippou originalmente planejavam dirigir uma adaptação cinematográfica de Street Fighter em 2023, mas abandonaram o projeto para focar em Bring Her Back, inspirados pelo gênero de terror psycho-biddy (algo parecido com terror psicológico em português). O roteiro foi escrito por Danny Philippou e Bill Hinzman, e a produção ficou por conta da RackaRacka, com financiamento da South Australian Film Corporation e da Salmira Productions.
No final de maio, Billy Barratt, Jonah Wren Phillips, Sally-Anne Upton, Stephen Phillips e Sora Wong se juntaram ao elenco do filme. Em uma entrevista à People, Wong afirmou que tinha "zero experiência com atuação", tendo feito o teste após sua mãe descobrir a chamada de elenco no Facebook.
A filmagem começou em junho de 2024. Os Philippou retornaram ao seu estado natal, Austrália do Sul, para filmar em Adelaide e suas áreas circundantes, como Lightsview. As filmagens foram concluídas após 41 dias.

## Lançamento
Em fevereiro de 2025, a Sony Pictures Worldwide Acquisitions adquiriu os direitos de distribuição internacional do filme, excluindo China, Rússia e Japão. Bring Her Back foi lançado na Austrália em 29 de maio de 2025 pela Stage 6 Films, antes de ser lançado no dia seguinte nos Estados Unidos pela A24. Em Portugal o filme foi lançado nos cinemas no dia 31 de julho de 2025, e no Brasil no dia 21 de agosto de 2025, ambos com distribuição da Sony Pictures.